# Bryniczewo
Bryniczewo (biał. Брынічава, Bryniczawa; ros. Бриничево, Briniczewo) – wieś na Białorusi, w obwodzie mińskim, w rejonie stołpeckim, w sielsowiecie Szaszki, na skraju Puszczy Nalibockiej.

## Historia
W dwudziestoleciu międzywojennym zaścianek leżący w Polsce, w województwie nowogródzkim, w powiecie stołpeckim, w gminie Derewno. W 1921 miejscowość liczyła 88 mieszkańców, zamieszkałych w 16 budynkach, w tym 84 Polaków i 4 Białorusinów. 83 mieszkańców było wyznania rzymskokatolickiego i 5 prawosławnego.
W czasie II wojny światowej 16 mieszkańców miejscowości dołączyło do Zgrupowania Stołpeckiego Armii Krajowej.
Po II wojnie światowej w granicach Związku Sowieckiego. Od 1991 w niepodległej Białorusi.

## Ludzie związani z miejscowością
- Kacper Miłaszewski Lewald (ur. w 1911 w Bryniczewie) – żołnierz, dowódca Zgrupowania Stołpeckiego Armii Krajowej, jeden z przywódców powstania iwienieckiego
- Jan Downar Zapolski (ur. w 1914 w Bryniczewie) – żołnierz 7 Pułku Artylerii Przeciwpancernej PSZ[3]
- Marian Bohdanowicz Felczak (ur. w 1922 w Bryniczewie) – żołnierz Zgrupowania Stołpeckiego Armii Krajowej, powstaniec warszawski[4]